# اندام ژاکوبسون
اندام ژاکوبسون (تلفظ درست: اندام یاکوبسون) یا اندام تیغه‌ای-بینی (ومرونازال، Vomeronasal organ)، یک اندام کمکی بویایی به شکل کیسه‌ای در تیغه بینی است که در بسیاری از حیوانات و برخی انسان‌های بالغ دیده می‌شود.
این اندام در سال ۱۸۱۳ توسط لودویگ یاکوبسون دانمارکی کشف شد.
نام این اندام در متون فارسی به علت عدم آشنایی مترجمان با تلفظ درست دانمارکی، به صورت «اندام ژاکوبسون» رواج یافته.

سر یک مار: A = چشم B = غدهٔ اشکی C = حفره بینی دارای بافت D = سوراخ درونی بینی E = سوراخ بیرونی بینی F = نیش بیرون‌زده G = نیش جمع‌شده H = اندام ژاکوبسون

کاربرد اندام ژاکوبسون برای ردیابی فرمون‌ها است. فرمون‌ها پیام‌آورهای شیمیایی هستند که اطلاعاتی را میان افراد یک گونه رد و بدل می‌کنند. به همین خاطر گاه به اندام ژاکوبسون «حس ششم» نیز گفته‌اند.